# Psaenythia hesperidium
Psaenythia hesperidium är en biart som beskrevs av Holmberg 1921. Psaenythia hesperidium ingår i släktet Psaenythia och familjen grävbin. Inga underarter finns listade i Catalogue of Life.